# Leiterschluss
Ein Leiterschluss ist in der elektrischen Energietechnik eine fehlerhafte Verbindung oder Überbrückung zwischen verschiedenen elektrischen Leitern, wenn sich im Fehlerstromkreis der elektrische Verbraucher mit seinem Lastwiderstand oder Teilen des Lastwiderstandes befindet. Befindet sich im Fehlerstromkreis kein Teil des Lastwiderstandes, wird der Leiterschluss zu einem elektrischen Kurzschluss.

Ein Leiterschluss bei einem defekten Motorschalter

Der Unterschied zu einem Kurzschluss besteht darin, dass bei einem Kurzschluss der Kurzschlussstrom (Fehlerstrom im Kurzschlussfall) nur durch die im Regelfall möglichst geringe Netzimpedanz begrenzt wird. Bei einem Leiterschluss erfolgt die Begrenzung des Fehlerstroms zusätzlich durch den im Fehlerstromkreis vorhandenen Lastwiderstand, dieser ist deutlich höher als die Netzimpedanz, wodurch die Fehlerströme bei einem Leiterschluss deutlich geringer sind als im Kurzschlussfall.
Ein Leiterschluss führt meist nicht zum Auslösen von Überstromschutzeinrichtungen wie Schmelzsicherungen oder Leitungsschutzschaltern. Mögliche Gefahren von Leiterschlüssen sind Stromunfälle und indirekte Gefahren wie Störlichtbögen, hierdurch ausgelöste Brände oder eine Verletzungsgefahr bei Maschinen oder Anlagen, die bei einem Leiterschluss ungewollt weiterlaufen oder anlaufen.
Ursachen eines Leiterschlusses können schadhafte Isolierungen, Fremdkörper oder mechanische Defekte sein.
Ein Beispiel eines Leiterschlusses ist zum Beispiel ein defekter Schalter, wie in nebenstehender Abbildung schematisch dargestellt. Er ist im ausgeschalteten Zustand zum Beispiel durch einen Isolationsfehler überbrückt und bewirkt typischerweise ein Anlaufen bzw. Weiterlaufen des Elektromotors M sowie Brandschäden im Schalter.